# マイクロカー
マイクロカー（英: microcar）は、最小サイズの自動車を指す用語。世界的には、3輪または4輪で、多くの場合は排気量700cc未満のエンジンを搭載する。具体的には、バブルカー、サイクルカー、 あるいは日本の軽自動車に相当する。日本の（原動機付自転車と同じエンジンを使用する）ミニカーと同義とみなす向きもあるが、厳密には規格として異なる。
マイクロカーは通常の自動車とは別の規制の対象となることが多く、登録等の要件が緩和されている。ほとんどのマイクロカーはガソリンまたはディーゼルエンジンを動力源としているが、近年、電動マイクロカーがより一般的になっている。

## 前史
マイクロカーの嚆矢と呼べる車両としては、1895年から1910年に製造された一部の小型車や三輪車を指すヴォワチュレットや、主に1910年から1920年代後半に製造された、小型、軽量、安価な自動車の一種であるサイクルカーがある。

## ヨーロッパ：1940-1970年代
マイクロカーと呼ばれる最初の車は、第二次世界大戦後にイギリスとドイツで製造され、1960年代まで人気を博した。もともとはミニカーと呼ばれていたが、後にマイクロカーとして知られるようになった。
フランスでもヴォワチュレットと呼ばれる同様の小型車を多数生産したが、海外で販売されることはほとんどなかった。

### 特徴
マイクロカーには3輪または4輪があるが、ほとんどが3輪車であり、多くの国で低税の要件があり、オートバイとして認可されていた。もう1つの一般的な特性は、700cc未満のエンジン排気量である  。ただし、 1000cc未満のエンジンを搭載した車両もいくつか存在し、マイクロカーに分類されている 。いずれにしても、多くの場合は、元々オートバイ用に設計されていたエンジンを使用していた。

### 歴史
マイクロカーは、第二次世界大戦後、オートバイ輸送が一般的に使用されていたときに始まった 。悪天候でも走行できることから、三輪マイクロカーはオートバイの免許証のみを使用して運転できるイギリスで人気が高まり始めた。最初のマイクロカーの1つは、1949年に登場したボンド・ミニカーである。
マイクロカーはヨーロッパで人気を博した。安価な個人用輸送の需要が高まり、燃料効率が向上したことで、 1956年のスエズ危機の影響もあり、燃料価格が上昇したときにマイクロカーがさらに重要となった 。
マイクロカーブームは、（大型の）普通車が再び人気を博した1950年代後半まで続いた  。1959年に発売されたミニは、手頃な価格でより大きなサイズとパフォーマンスを提供し、マイクロカーの人気を追いやった。マイクロカーの生産は、ミニ、シトロエン・2CV、フィアット・500、ルノー・4の登場と競争により、1960年代の終わりまでに衰退した。

### バブルカー
1950年代と1960年代の、主にドイツで生産されたいくつかのマイクロカーは「バブルカー」と呼ばれていた  。これは、メッサーシュミット・KR175、メッサーシュミット・KR200、 FMR・Tg500などの航空機スタイルのバブルキャノピーに由来するものである。イソ・イセッタのような他のマイクロカーも同様の外観をしていた。
バブルカーのドイツのメーカーには、元軍用機メーカーのメッサーシュミットとハインケルが含まれていた。 BMWは、イタリア製のイソ・イセッタを自社製オートバイエンジンを使用して、イソのライセンスの下で制作した。
イギリスには、ライセンスで作成されたハインケル・カビーネとイセッタの右ハンドルバージョンが存在した。イギリス版イセッタは、イギリスの三輪車法規に適合させるため、後輪を元々のイセッタの2輪では無く1輪に設計変更させている。この他、ピール・トライデントなど、イギリス発祥の三輪マイクロカーも存在した。
バブルカーの例としては、上述の他にシトロエン・プロトタイプC、フルダモビル、ハインケル・カビーネ、ピール・P50 、ピール・トライデントなどがある。

## ヨーロッパ：1990年代以降
近年のマイクロカーとしては、2001年に登場したエグザム5xxシリーズがある。また、スマート・フォーツーは、アメリカではマイクロカーに分類されることがある  。ただし、ほとんどのマイクロカーとは異なり、運転するには通常の自動車運転免許が必要となる。
量産化された電動マイクロカーとしては、1987年のシティ・エル、1990年のオートモビルズERAD Spacia 、1999年のマイヤーズモーターズ・NmG、2001のREVAi、2009年のタザリ・ゼロ、2011年に復活したピール・P50 （1962年から65年の旧モデルはガソリン駆動）などがある。

### 四輪車法
欧州連合は1992年に四輪車カテゴリーを導入した。それ以来、ヨーロッパのいくつかの国では、マイクロカーは政府によって通常の車とは別に分類されており、オートバイやモペッドと同じ規制を使用することもある。したがって、通常の自動車と比較して、マイクロカーは登録とライセンスの要件が緩和されていることが多く、税金と保険費用が低くなる可能性がある。

## 日本：軽自動車
日本では、全長3.40m・全幅1.48m・全高2.00m・排気量660cc・定員4名・貨物積載量350kgを上限とした自動車に対して『軽自動車』という独自規格が定められている。最小かつ最も出力が制限されながら、合法的に高速道路を走行できる日本独自のカテゴリーである。

## マイクロカートラック
マイクロカーの規格に準じたトラックもあり、通常はキャブオーバーまたはバンスタイルで、より多くの荷物スペースを用意する。これらは、大型車には適さない狭い通りでの現地配送に使用されることが多い。日本国外では三輪のピアッジオ・アペが例として挙げられる。
日本では軽自動車カテゴリに含まれる軽トラックの他、いわゆる「軽三輪」と呼ばれた軽自動車規格のオート三輪（ダイハツ・ミゼットやマツダ・K360など）がこの分類に含まれる。